# 红莲南路站
红莲南路站（工程名为红莲南里站）位于中华人民共和国北京市西城区广安门外街道莲花河东路、红莲南路交叉口，是北京地铁16号线的地铁车站，2022年12月31日启用。

## 位置
红莲南路站位于西南二环外，红莲南路（东西向）与莲花河东路（南北向）交汇处，呈南北走向布置。车站西侧为莲花河。

## 车站结构

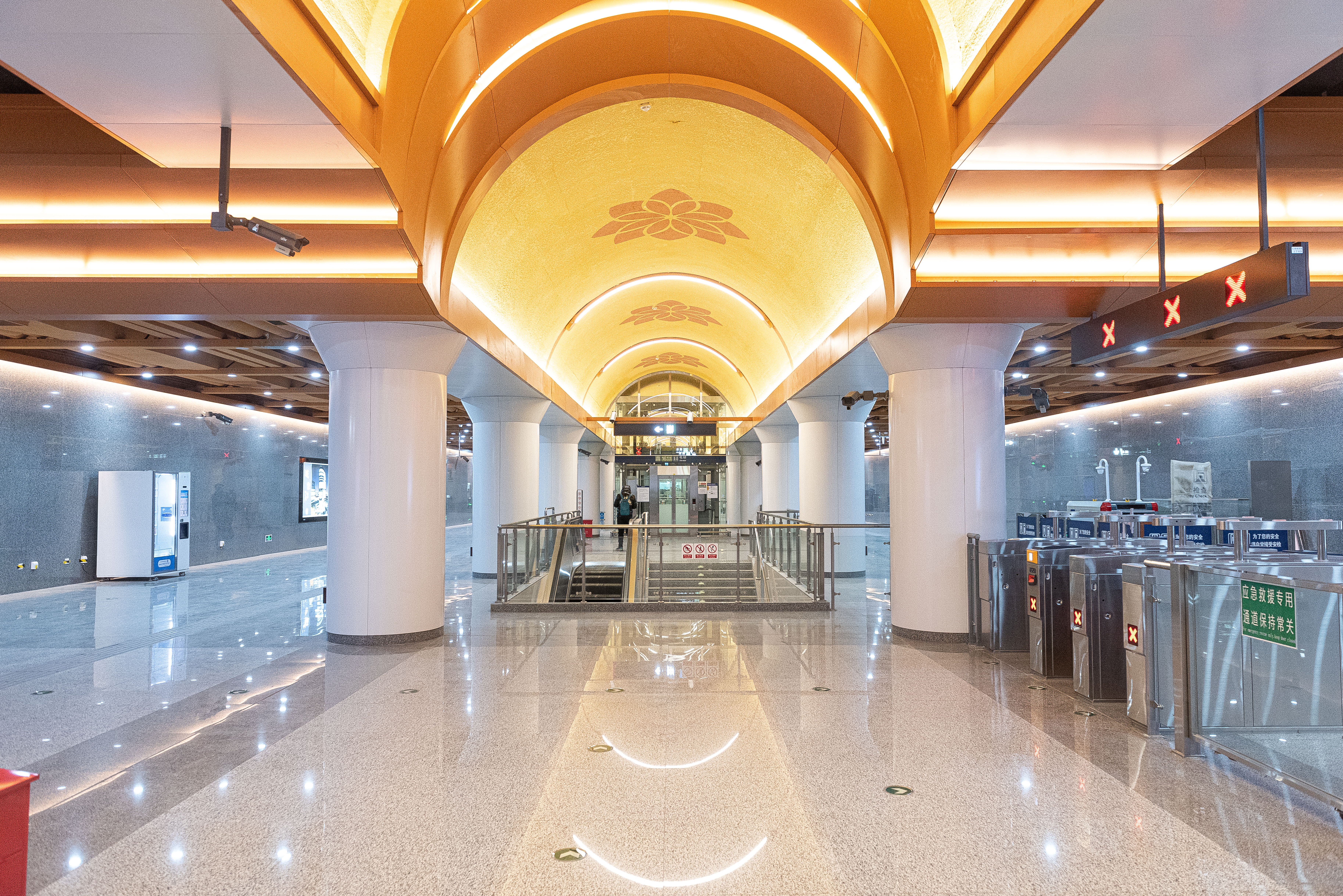
站厅

红莲南路站为地下二层车站，两柱三跨结构。地下一层为站厅层，地下二层为岛式站台。车站主体结构长262.6米，宽22.3米，覆土厚度约13米。车站采用洞桩法暗挖施工。
莲花河东路计划建设下穿隧道穿过红莲南路路口。红莲南路站为此预留了实施条件。
| G                 | 地面 | 出入口 |
| B1                | 站厅 | 安全检查、售票机、客服中心                                                                                      |
| B2                | 站台 | \| \| \| █ 16号线往北安河（达官营） \| \| 島式 · 開左邊车门 \| \| \| \| \| \| █ 16号线往宛平城（丽泽商务区） \| |
|                   |      | █ 16号线往北安河（达官营）                                                                                      |
| 島式 · 開左邊车门 |      | |
|                   |      | █ 16号线往宛平城（丽泽商务区）                                                                                  |

## 出入口
红莲南路站共有4个出入口，其中B口的直梯随本站一同启用，D口的直梯于2023年中启用。
|                       |              |                                                              |      |                |
| 编号                  | 指示         | 建议前往的目的地                                             | 图片 | 无障碍设施图片 |
| 出口 · A              | 莲花河西侧路 | 红莲南路（北侧）、莲花河西侧路、中国商标大楼                 |      | 不適用         |
| 出口 · B · 升降机标志 | 莲花河东侧路 | 红莲南路（北侧）、莲花河东侧路、广安门外街道办事处           |      |                |
| 出口 · C              | 莲花河东侧路 | 红莲南路（南侧）、莲花河东侧路、交管局西城交通支队广安门大队 |      | 不適用         |
| 出口 · D · 升降机标志 | 莲花河西侧路 | 红莲南路（南侧）、莲花河西侧路、红莲大厦                     |      |                |
| 註： 設有             |              |                                                              |      |                |

## 历史
本站在建设阶段称红莲南里站，但也有部分报道称之为红莲南路站。2022年9月1日，本站在《关于轨道交通16号线（木樨地站-宛平城站）工程沿线车站命名预案的公示书》中称红莲南路站。
2022年11月1日，本站定名为红莲南路站。